# كين جونسون (سياسي)
كين جونسون هو محرر وصحفي وسياسي أمريكي، ولد في 12 يناير 1896 في مقاطعة ليون في الولايات المتحدة، وتوفي في 7 فبراير 1970 في ريتشموند في الولايات المتحدة. نشط حزبياً في الحزب الديمقراطي. وقد انتخب United States Deputy Secretary of Labor ‏ (1946 – 1947) وانتخب حاكم كنتاكي ‏ (9 أكتوبر 1939 – 7 ديسمبر 1943).